# Moto cargo

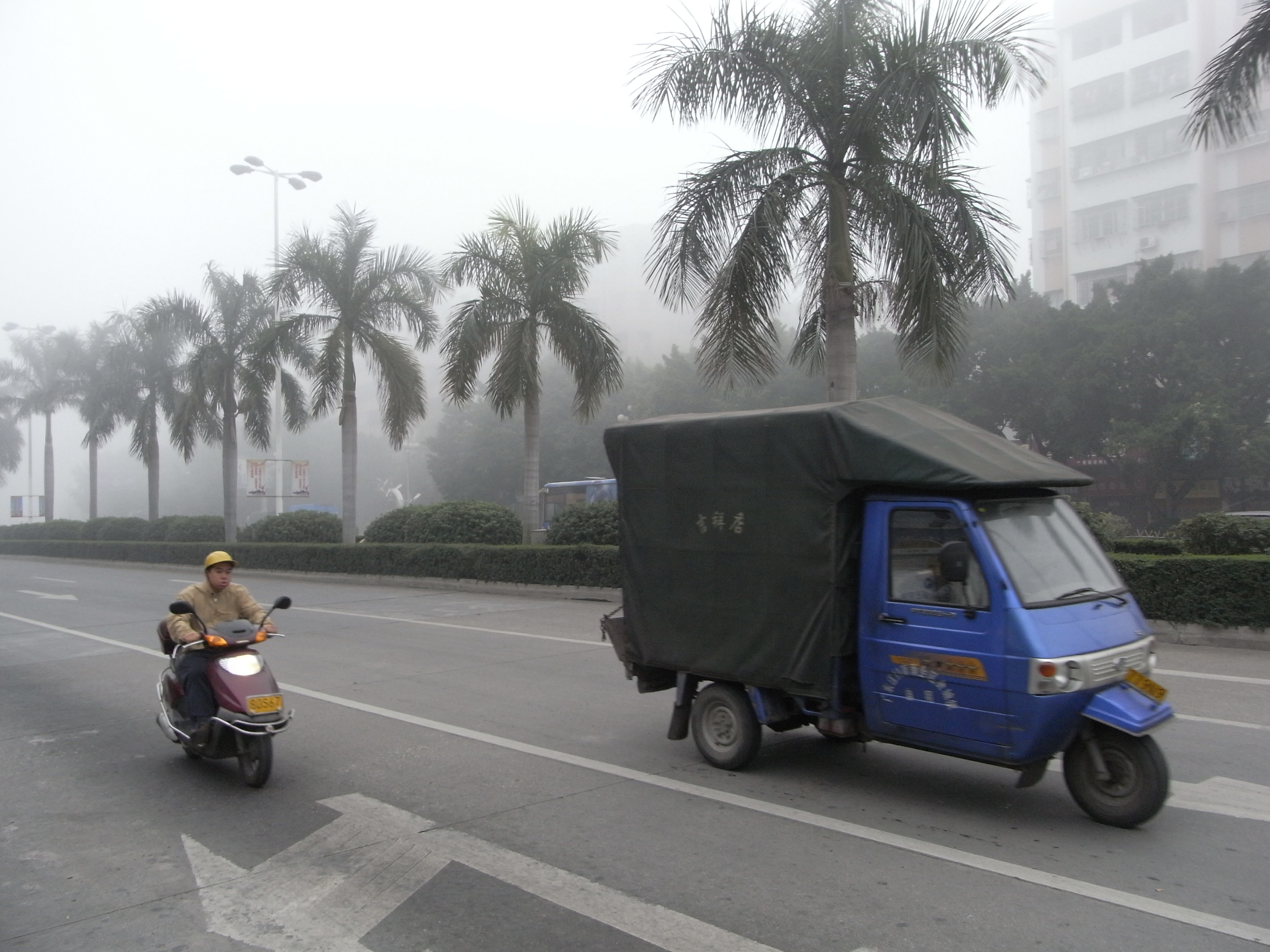
Une moto cargo chinoise.

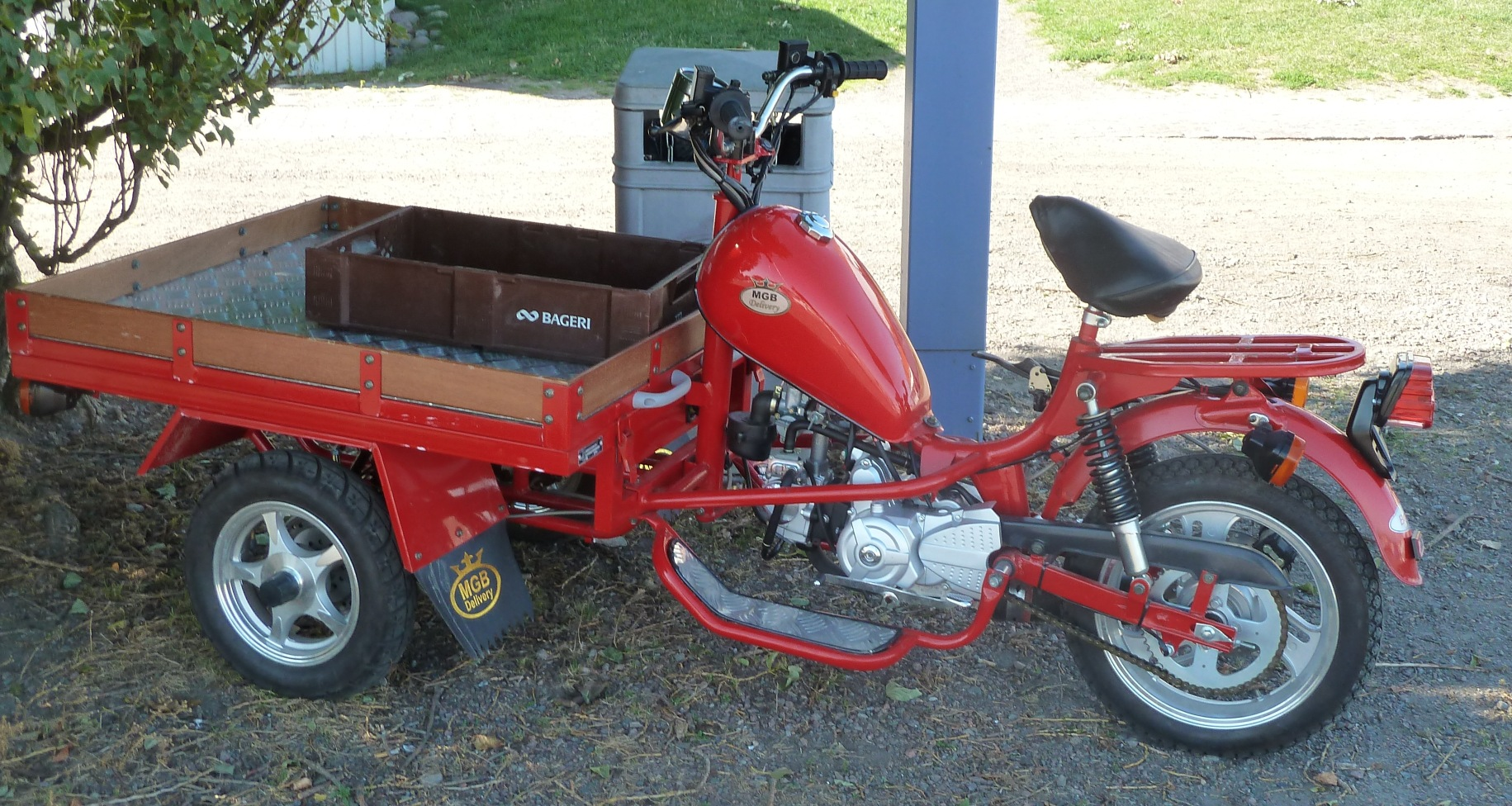
La disposition « tadpole » est moins fréquente.

Une moto cargo est un véhicule utilitaire léger à trois roues dérivé d'une motocyclette (ou d'un cyclomoteur). On parle aussi de triporteur à moteur.
Comme sur un tricycle, deux dispositions des roues sont possibles : 
- Y ou têtard : avec deux roues à l'avant ;
- delta : avec deux roues à l'arrière.

Cette dernière est la plus répandue.
Ces cycles à moteur sont très prisés, notamment dans les pays asiatiques, tant pour le transport des marchandises que des personnes. Le tuk-tuk est un taxi construit sur la base de ces utilitaires. La moto rickshaw ou auto-rickshaw propose généralement deux places de front derrière le conducteur et parfois deux autres en vis-à-vis. On trouve également des voiturettes entièrement carrossées.
Dans les grandes agglomérations chinoises, ces véhicules sont souvent à propulsion électrique.

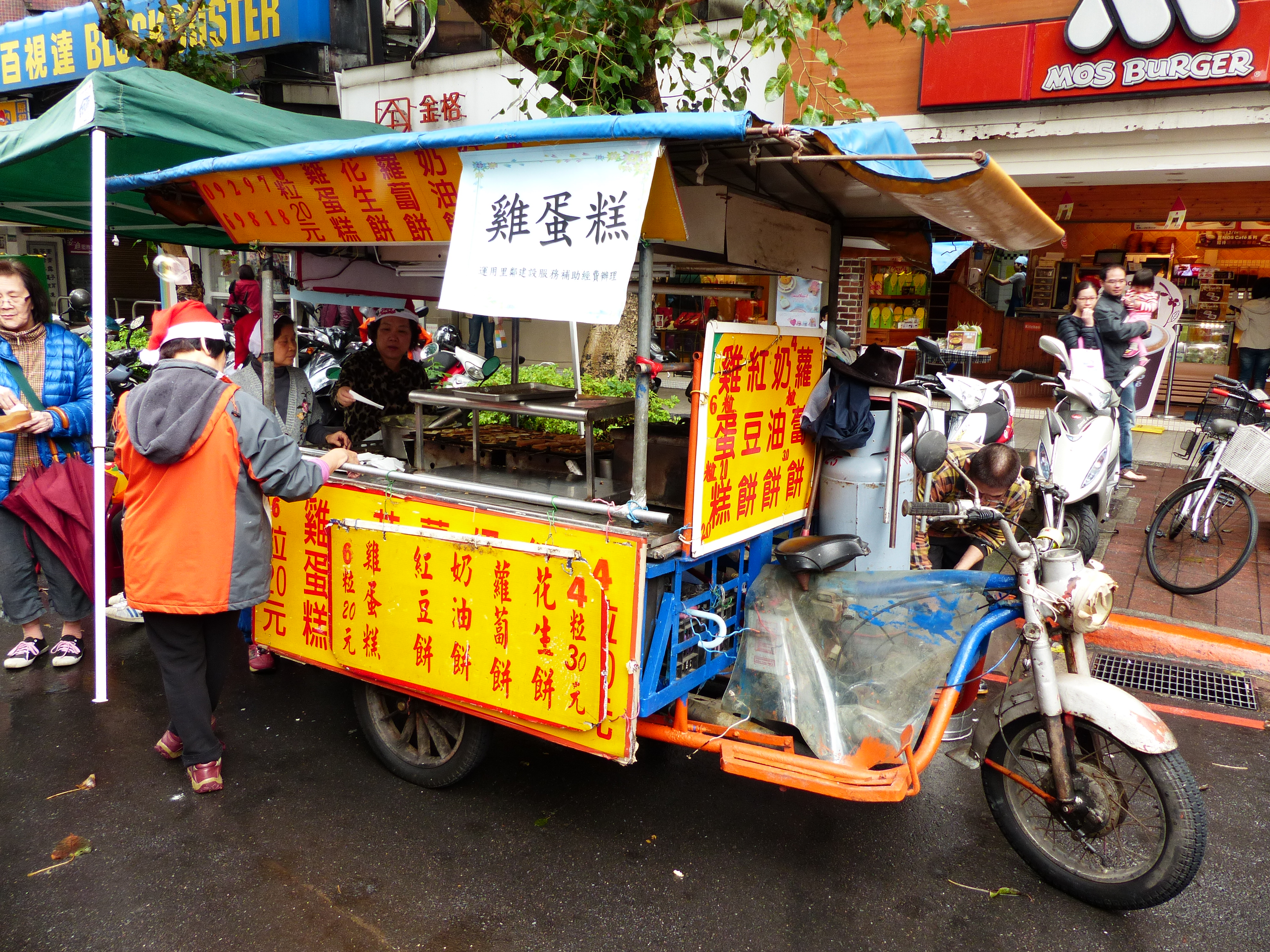
Commerce ambulant à Taïwan.
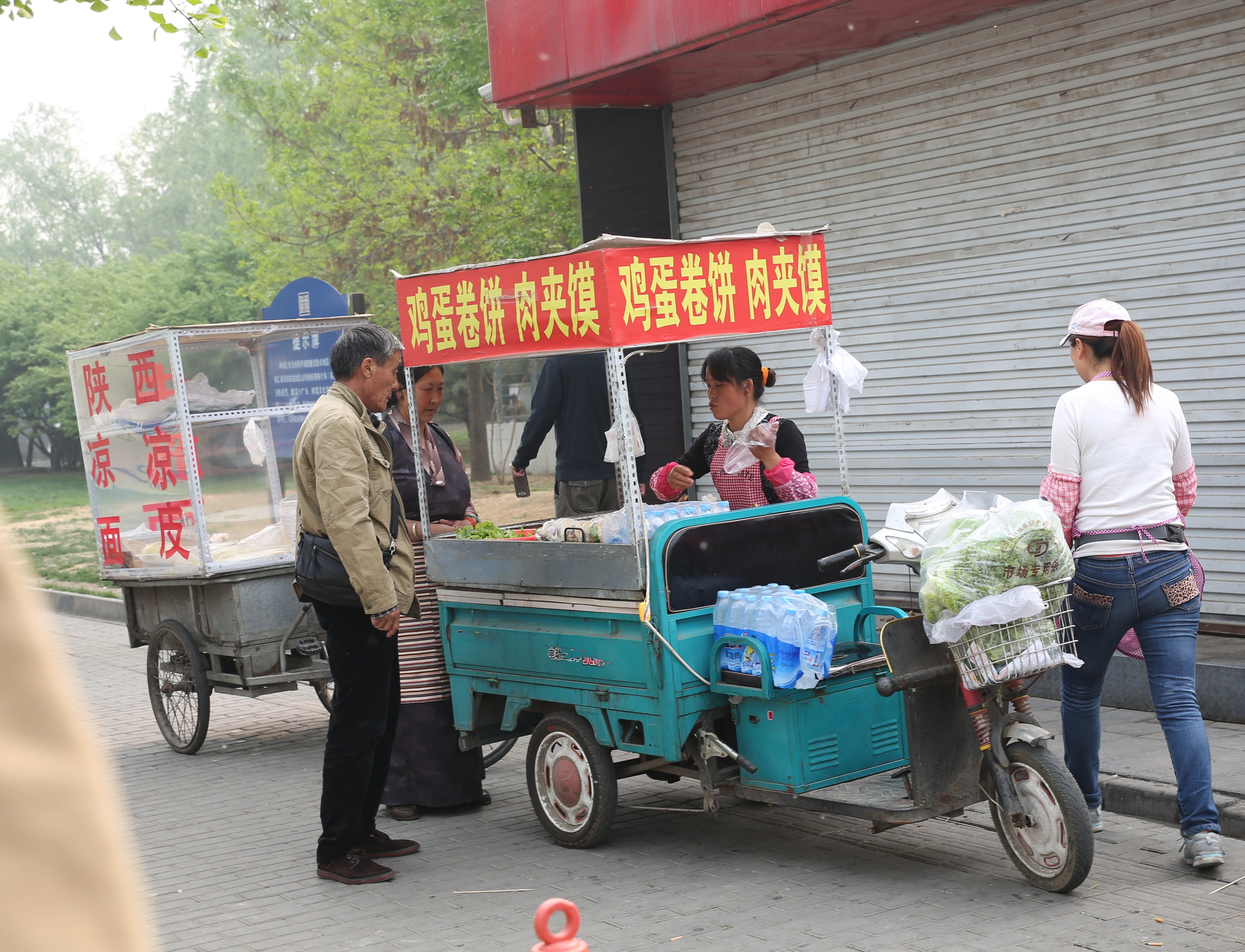
Moto cargo électrique en Chine.
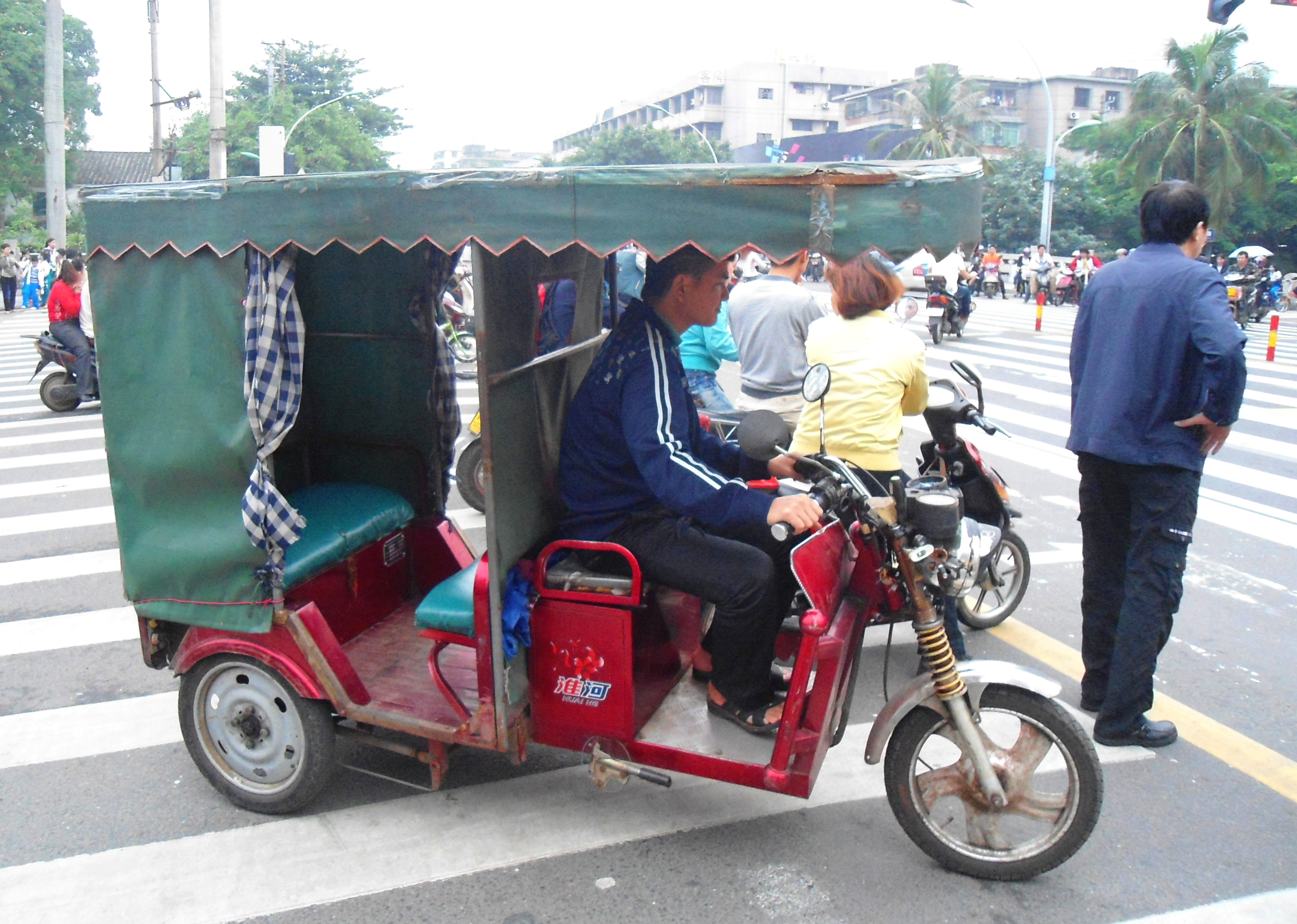
Moto rickshaw électrique à Haikou.
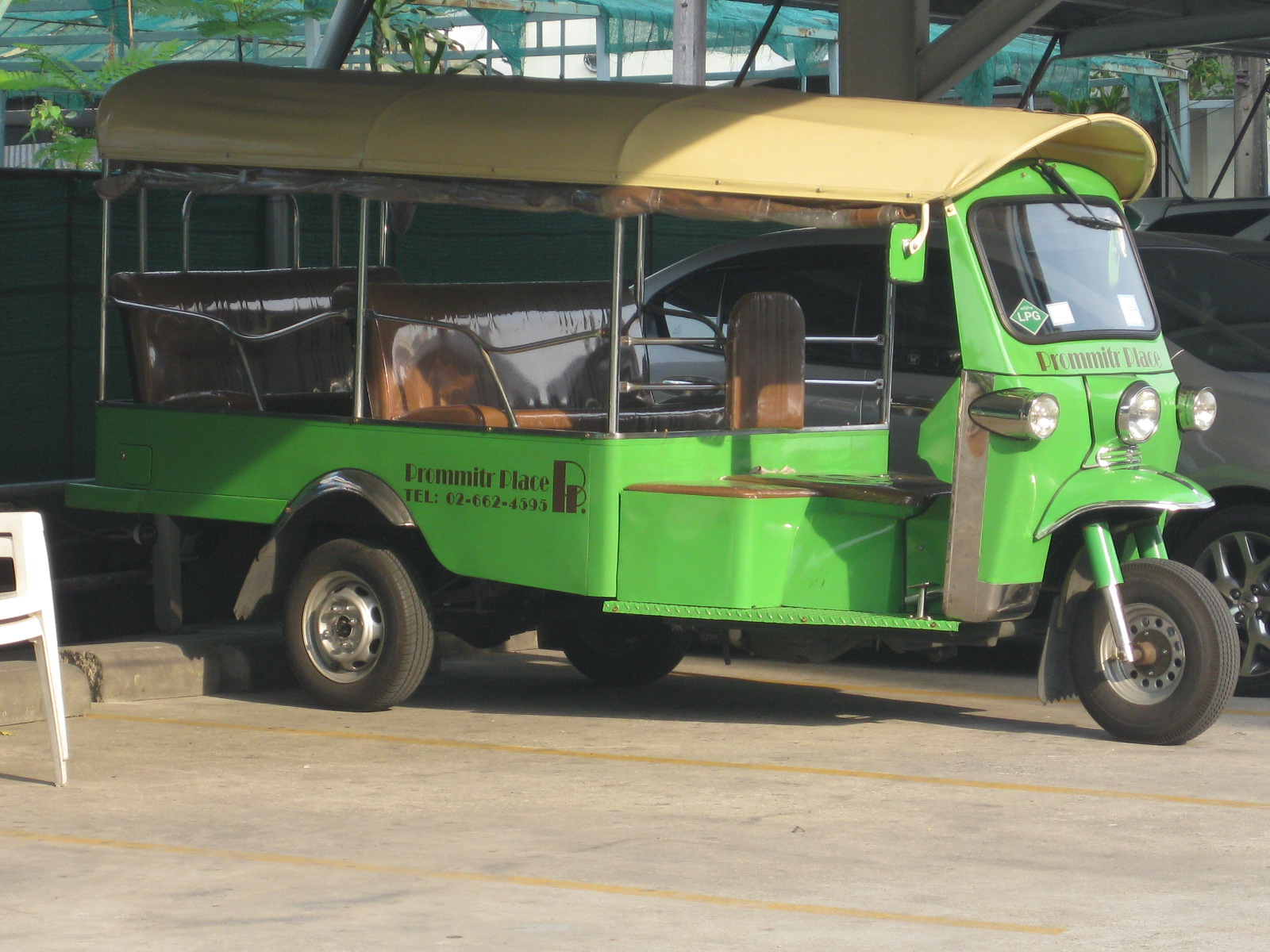
Tuk-tuk thaïlandais.
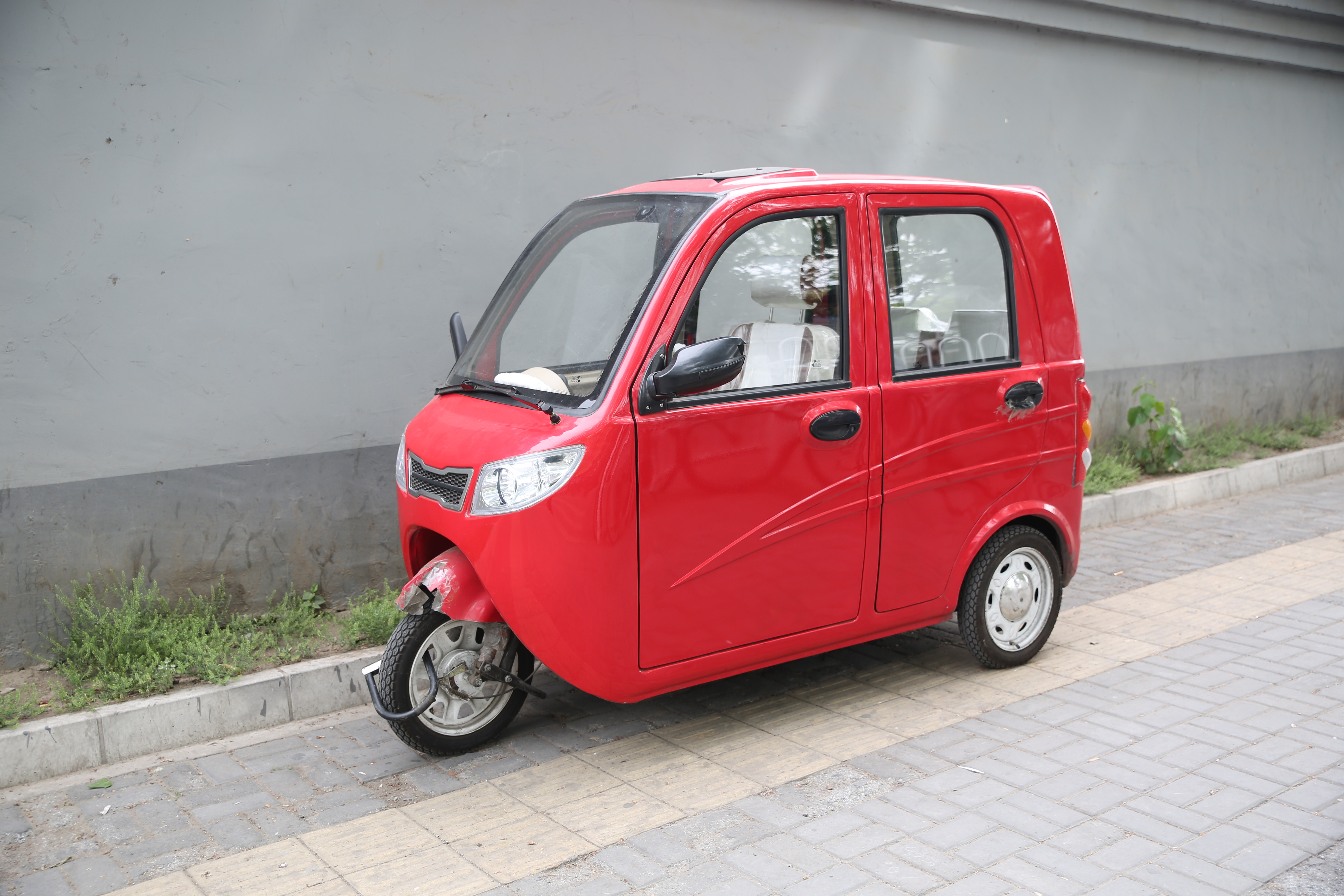
Voiturette trike en Chine.